# Радянська пропаганда

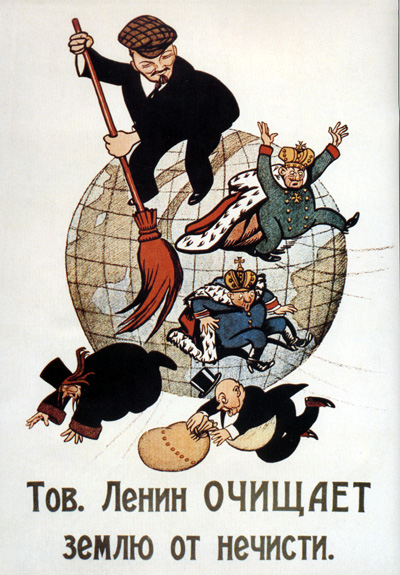

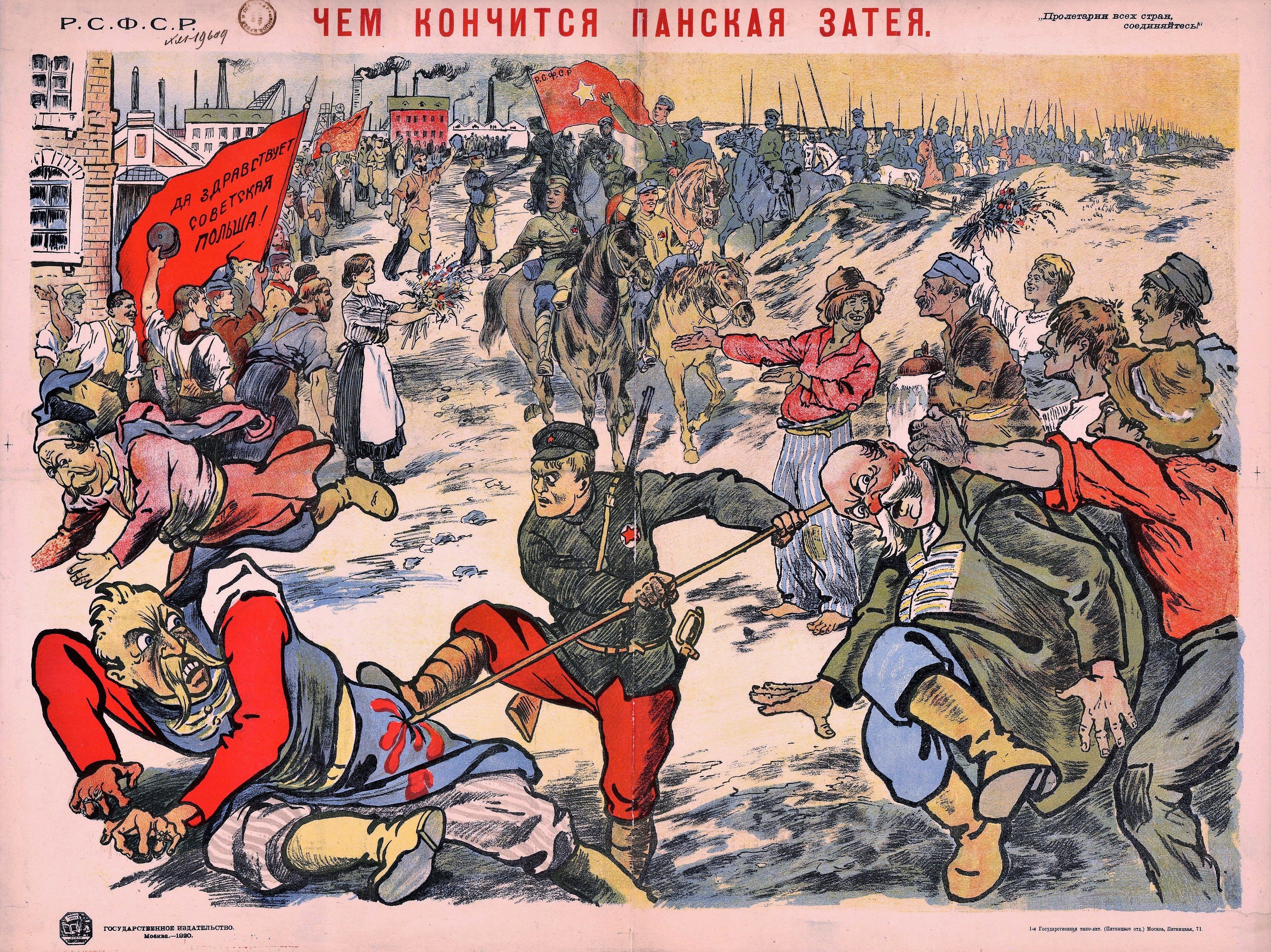
«Чим закінчиться панська затія» — агітпропівський плакат часів радянсько-польської війни

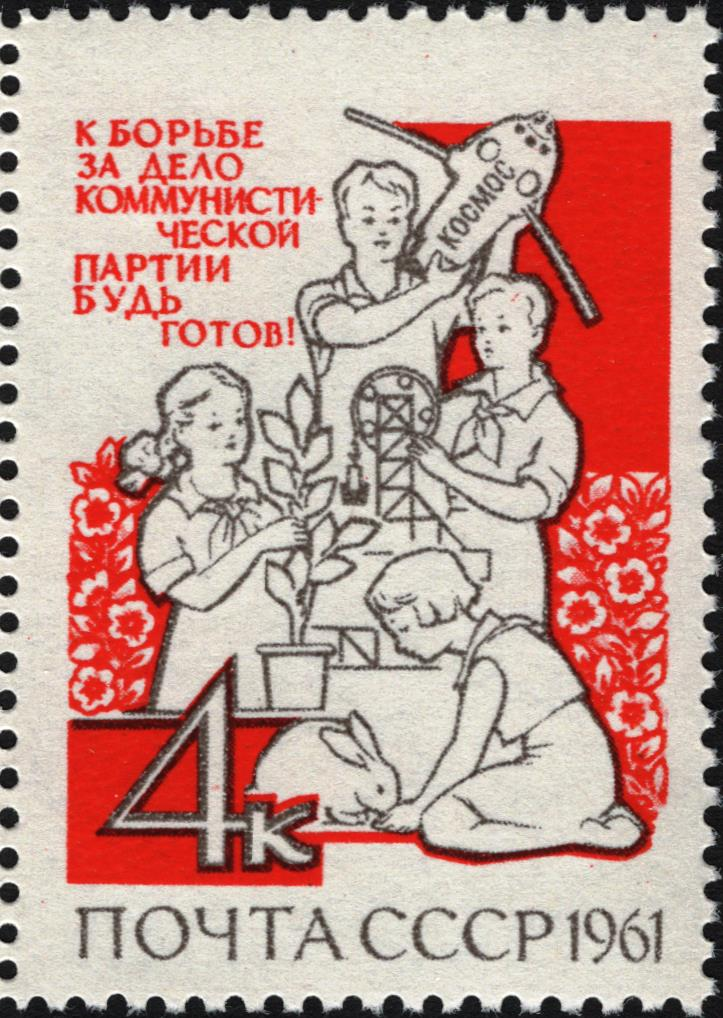

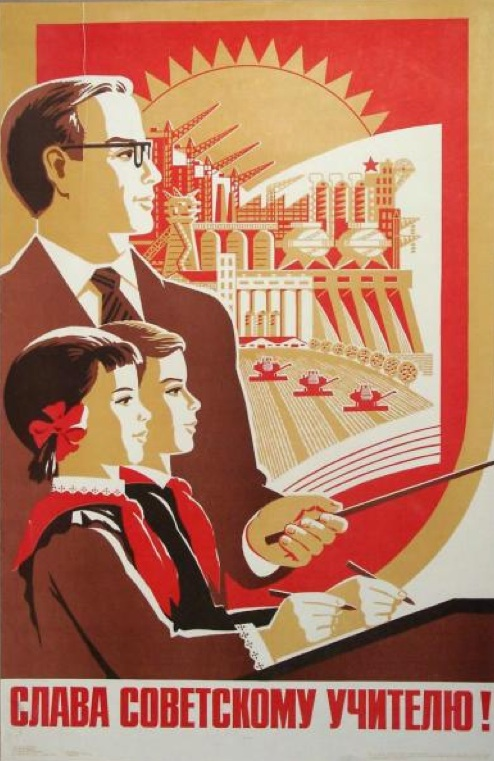
Агітаційний пропагандистський плакат в Радянському Союзі

Радянська пропаганда — державна пропаганда комуністичної ідеології, способу життя та політики монопольної влади КПРС в СРСР та її експансії в усьому світі. Це, з одного боку реклама переваг радянського соціалізму над відкритим суспільством, а з іншого — це критика «загниваючого» капіталізму та Заходу з використанням інсинуацій.
В основі радянської пропаганди лежала ідеологія марксизм-ленінізму (сталінізму), а також прагматичні інтереси та поточні цілі державної імперської влади та радянської партноменклатури.
В СРСР пропаганда розроблялась та спрямовувалася спеціальними партійними та державними органами та установами й офіційно звалася: «Пропаганда і агітація», «Пропаганда та масова інформація», «ідеологічна та виховна робота», «освіта мас». Після розпаду СРСР та ліквідації монопольної влади КПРС — отримала від критики наступні визначення: «тоталітарна», «промивання мізків», «цілеспрямована дезінформація», тощо.
Верховна Рада України законом від 9 квітня 2015 заборонила пропаганду комуністичного та нацистського режимів в Україні — як тоталітарних та злочинних.

## Цілі і завдання
Головною ціллю радянської пропаганди було навіювання неминучості перемоги комунізму в усьому світі.
Завдання: вселити радянським людям негативні уявлення про Захід і виробити у них імунітет до «згубного впливу Заходу».

## Історія становлення
Один з найперших чотирьох директивних указів («декретів») захопившої в результаті збройного заколоту невеликої лівої партії змовників більшовиків був «Декрет про друк» (рос. Декрет о печати) від 9 листопада (за старим календарем 27 жовтня) 1917. В цьому, написаному власноруч Леніним, базовому документі вже тоді були закладені всі основні елементи майбутньої радянської пропаганди, а саме: брехня, наклеп, перекручення, відверта демагогія.

Так всю російську вільну, ліберальну та критичну до заколотників-більшовиків пресу, Ленін називає «жовтою», такою що «за ліберальною ширмою приховує свободу слова для заможних класів», «отруює розум та вносить смуту в свідомість мас». Він також пообіцяв:
…як тільки новий порядок зміцниться, — всякі адміністративні впливу на друк будуть припинені, для неї буде встановлена повна свобода в межах відповідальності перед судом, згідно самому широкому і прогресивному в цьому відношенні закону".
Як відомо з фактичної історії СРСР, майбутній «порядок» в країні дуже «зміцнився» — головним чином за рахунок червоного терору та ГУЛАГу. Але протягом усього існування СРСР, навіть включно досить мирний «Період застою», жодних прецедентів судового розгляду проблем освітлення політичних подій в пресі, практично не було.
План монументальної пропагандиНаступний крок, на відміну від оборонного та заборонного був експансійним, наступальним. Монументальна пропаганда — пропаганда художньо-мистецькими засобами позитивних досягнень радянської влади. Базовий програмний документ: «Ленінський план монументальної пропаганди» — Декрет Ради Народних Комісарів під головуванням Леніна від 14 квітня 1918 року «О снятии памятников, воздвигнутых в честь царей и их слуг, и выработке проектов памятников Российской социалистической революции».

## Головні органи пропаганди
Вищою державною політичною інстанцією СРСР, яка визначала стратегію комуністичної «ідеологічної боротьби» та державної пропаганди був Центральний Комітет на чолі з його Політбюро. Головним ідеологом країни за рангом — особою, яка завідувала держполітикою в цій сфері за ієрархією — був 2-й («ідеологічний») секретар ЦК, він же і постійний член Політбюро. Визначний час — від сталінської доби і майже до кінця періоду «застою» (1947—1982) — посаду головного ідеолога СРСР обіймав М. А. Суслов. В республіках, краях і областях СРСР цим завідували відповідно другі секретарі ЦК республік, обласних та крайових комітетів КПРС і відповідно їхні відділи, бюрократичний апарат та секретаріат.
Наступною за значимістю інстанцією був Відділ агітації і пропаганди ЦК КПРС. Він здійснював безпосереднє політично-бюрократичне керування ідеологічною роботою. Йому були підпорядковані всі ідеологічні структури країни, включаючи засоби масової інформації, ідеологічні інституції («Політичні Управління») Міністерства оборони, МВС, КДБ; вищі навчальні заклади, суспільствознавчі та гуманітарні інститути Академії Наук СРСР, заклади мистецтва та культури, тощо.
Радянські ЗМІ, виконуючи вказівки «керівної і спрямовуючої» сили країни — КПРС, активно обробляли свідомість радянських громадян та міжнародної спільноти потоками брехливої інформації, метою якої було вихваляння комуністичного режиму в Радянському Союзі і керівників партії.

## Дезінформування: «активні заходи»
З самого початку свого існування СРСР, а особливо у роки «холодної війни», його пропаганда вела інформаційну війну проти демократичних країн Заходу, а також проти власного населення. Поширення злісних шкідливих, наклепницьких фейкових чуток називалося на професійному чекістському жаргоні «активні заходи». Для їх первинного створення використовувалися підконтрольні КДБ ЗМІ третіх країн. Фейковий міф спочатку публікувався у якомусь малозначному підконтрольному закордонному ЗМІ, а потім через «агентів впливу» та радянські ЗМІ поширювався далі. Офіцери закордонної служби КДБ були зобов'язані витрачати не менше чверті свого службового часу на ці «активні заходи». За даними військового історика Томаса Богхардта, в 1980-ті роки радянська розвідка витрачала 3 млрд доларів на рік на проведення «активних заходів».
Найбільш відомі радянські фейки
- Вірус СНІД був створений у секретній військовій лабораторії США Форт Детрік[7]
- Убивство президента Джона Кеннеді було організовано ЦРУ США.

## Лексика, гасла, меми

### Загальні— комунізм
- Комунізм — це світле майбутнє всього людства
- Соціалізм — це найгуманніша система в світі
- Реальний соціалізм
- Розвинений соціалізм
- СРСР (Росія) — батьківщина пролетаріату, що переміг
- СРСР йде у авангарді передового людства до комунізму
- Радянський народ (радянська людина) — будівник комунізму
- Західному суспільству притаманні аполітичність, ідеологічна безідейність, упадничеська культура
- На Заході панує чистоган та експлуатація людини людиною
- Капіталізм своє вже віджив, комунізм є історичним могильником капіталізму
- Демократія та права людини — це вигадки капіталістів для експлуатації народних мас
- Вище демократії є демократичний централізм
- Диктатура пролетаріату — це найбільш прогресивний устрій політичної системи країни
- Заповіти Ілліча
- Під проводом нашої Партії ми йдемо по шляху накресленому Леніним
- Ленінським шляхом ми йдемо і прийдемо до комунізму

### Внутрішня політика
- Сутність радянської влади — диктатура пролетаріату
- Партія КПРС — це авангард, передовий загін робітничого класу
- КПРС ядро політичної системи СРСР
- КПРС виховує народ
- КПРС і народ єдині
- «Партія урочисто проголошує: Нинішнє покоління радянських людей житиме при комунізмі!»[8]
- Віддамо на виборах свої голоси за непорушний блок комуністів і безпартійних!
- КПРС впевнено веде наш народ до комунізму
- В нашому суспільстві ще інколи трапляються деякі окремі недоліки
- Нас веде мудрий ленінський ЦК нашої Партії
- КПРС — це організатор і натхненник всіх наших перемог
- Пролетаріат — це найпрогресивніший клас у світі
- Вся влада в СРСР належить трудящим масам — робітникам і колгоспному селянству
- Зарплата в СРСР здійснюється за принципом: від кожного по його здібностям — кожному по труду
- Праця — це святий обов'язок і справа честі кожного громадянина
- Мода, «стиляги», музика «Бітлз» — це безідейне низькопоклонство перед Заходом
- Радянські органи не помиляються
- Чистка партії; очищення від класово чужих, випадкових попутників
- Радянський суд — найгуманніший суд у світі

### Національні відносини
- СРСР — це дружня сім'я народів-братів
- Український буржуазний націоналізм
- Безрідні космополіти
- Радянський інтернаціональний патріотизм
- Російська мова — це мова міжнаціонального спілкування

### Економіка і виробництво
- «комунізм — це радянська влада плюс електрифікація всій країни»[9]
- новобудови комунізму
- П'ятирічні господарські плани — це кроки до комунізму
- Радянське — значить відмінне!
- Доженемо і переженемо США по виробництву м'яса і молока[10]
- В радянській економіці ще іноді трапляються окремі труднощі[11]
- Економіка повинна бути економною[12]
- «Український мільярд» (пудів зерна)

### Зовнішня політика
- КПРС, СРСР борються за мир у всьому світі
- Мирне співіснування з Заходом — це форма класової боротьби
- Американський імперіалізм
- Американська воєнна загроза
- Німецький реваншизм
- Китайський ревізіонізм
- Югославський опортунізм
- США — світовий жандарм
- Сіонізм — це расизм і фашизм
- Куба — це острів свободи
- Світова криза капіталізму
- Загниваючий Захід
- Прогресивна міжнародна громадськість
- Братні комуністичні партії
- Агресивний блок НАТО
- Захід брязкає зброєю
- Братня допомога СРСР країнам, що розвиваються
- Договір про дружбу, співробітництво і взаємодопомогу
- Агресія США у В'єтнамі
- Захист соціалістичних завоювань у Чехословаччині
- Братня допомога СРСР афганському народові

### Персоналії
- Ленін — геній, вождь світового пролетаріату
- рідний, дорогий Ілліч
- Сталін — великий і мудрий
- Сталін — батько народів
- «Микита Сергійович! (варіант: Петро Юхимович!) батьку рідний!»[13]
- Хрущов — волюнтарист, авантюрист[14]
- Брежнєв — вірний продовжувач справи Леніна

### Вороги, антиподи
- антирадянщина, антирадянщики (рос. антисоветчики, напр. «антисоветчик Сахаров»)
- захід
- вороги народу
- шкідники
- куркулі
- гнила інтелігенція
- світова закуліса
- агенти світового імперіалізму
- троцькісти
- петлюрівці, бандерівці
- власівці (напр. «літературний власівець Солженіцин»)
- фашисти, гітлерівці, есесівці
- опортуністи
- ревізіоністи
- маоїсти
- кривавий кат Тіто
- зрадник справи Леніна-Сталіна Мао
- ворожі голоси

### Культ перемоги
Культ "победобєсія" перемоги почав формуватися в період застою за Брежнєва й досяг апогею наприкінці існування СРСР.

## Діячі радянської пропаганди
Партійно-державні діячі
- Ярославський Омелян Михайлович (1878—1943) — ідеолог та керівник антирелігійної політики СРСР, секретар ЦК РКП(б), співавтор Короткого курсу історії ВКП(б) (освіта — 4 класи[18])
- Мехліс Лев Захарович (1889—1953)— член ЦК КПРС, головний редактор газети «Правда»
- Жданов Андрій Олександрович (1896—1948) — член сталінського Політбюро, секретар ЦК КПРС з ідеології
- Щербаков Олександр Сергійович (1901—1945) — секретар ЦК КПРС з ідеології
- Поспєлов Петро Миколайович (1898—1979) — секретар ЦК КПРС, директор Ін-ту марксизму-ленінізму
- Юдін Павло Федорович (1899—1968) — зам. зав. Агітпропу, директор Держвидаву(інші мови)у, дир. Ін-ту філософії АН СРСР
- Суслов Михайло Андрійович (1902—1982) — головний ідеолог КПРС, другий секретар ЦК КПРС
- Ільїчов Леонід Федорович (1906—1990) — зав. Відділом пропаганди і агітації ЦК КПРС, секретар ЦК КПСС, голова Ідеологічної комісії
- Лапін Сергій Георгійович (1912—1990) — член ЦК КПРС, генеральний директор ТАРС, голова Держтелерадіо СРСР
- Афанасьєв Віктор Григорович (1922—1994) — член ЦК КПРС, головний редактор газети Правда (1976—1989), академік АН СРСР та РАН, автор популярних підручників з марксистсько-ленінської філософії
- Єрмаш Пилип Тимофійович (1923—2002) — зам. зав. Відділом культури ЦК КПРС, голова Держкіно СРСР

Діячі культури
- Дем'ян Бєдний (1883—1945) — радянський поет-агітатор
- Маяковський Володимир Володимирович (1893—1930) — російський революційний поет та художник «Вікон сатири РОСТА»; після створення СРСР поет з явним нахилом до компартійної пропаганди. Претендував на затвердження у ролі головного ідеолога СРСР, але після відмови з боку керівництва ЦК ВКПб покінчив з собою.
- Фадєєв Олександр Олександрович (1901—1956) — радянський письменник-прозаїк, комісар, Голова Спілки письменників СРСР
- Кукринікси — радянські політичні карикатуристи
- Єфімов Борис Юхимович (1900—2008) — художник-графік, політичний карикатурист
- Вучетич Євген Вікторович (1908—1974) — радянський скульптор-монументаліст
- Михалков Сергій Володимирович (1913—2009) — радянський поет, Секретар правління Спілки письменників СРСР, автор текстів Гімну СРСР та Гімну РФ

## Критики радянської пропагадни
- Юрій Безменов (1939—1993) — фахівець з радянської пропаганди, дезінформації та підривної діяльності, колішній офіцер ПГУ КДБ. Працював у радянському дипломатичному корпусі, Агентстві друку «Новини». В 1970 році втік на Захід. В чисельних публікаціях розкрив методи радянської пропагандиської та диверсійно-дезінформаційної діяльності.

## Виноски
1. ↑  Українська Правда: Парламент заборонив пропаганду комуністичного та нацистського режимів, 9.04.2015
2. ↑  О. О. Зінов'єв: Кризис и крах советской идеологии. — з кн.: А. А. Зиновьев. Идеология партии будущего. — М.: «Алгоритм», 2003.
3. ↑  «Декрет про мир», «Декрет про землю», «Про право націй на самовизначення»..
4. ↑  Декрет о печати. — 27 октября (9 ноября) 1917 (рос.)
5. ↑  Б.Гулько, В.Корчной, В.Попов, Ю.Фельштинський: КГБ играет в шахматы. вид-во «Книговек», 2010. — ISBN 978-5-275-02118-9. М., вид. «Книговек», 2010
6. ↑  Бі-бі-сі: Фейковые новости холодной войны: КГБ о СПИДе и Кеннеди. 1.04.2017
7. ↑  Thomas Boghardt. Operation Infection: Soviet Bloc Intelligence and Its AIDS Disinformation Campaign. Архів оригіналу (PDF) за 27 грудня 2020. Процитовано 2 квітня 2017.
8. ↑  Головне обіцяння, гасло та рішення ХХІІ з'їзду КПРС (1961) з прийнятої їм останньої (третьої) редакції Програми КПРС
9. ↑  теза В. І. Леніна про план ГОЕЛРО, промовлена в 1920 на Московській губернській конференції РКП(б)
10. ↑  Гасла хрущовського часу
11. ↑  Гасла брежнєвського часу
12. ↑  Теза голови держави, генерального секретаря ЦК КПРС Л.І.Брежнєва, що вперше прозвучала на XXVI з'їзді КПРС, і потім була багаторазово повторена і розтиражована у радянських ЗМІ
13. ↑  Звернення доповідачів — часто політиків молодшого віку, голів ЦК ВЛКСМ або ЛКСМУ, з трибун з'їздів чи пленумів до сидячої у президії особи
14. ↑  Після усунення його від влади внаслідок таємної змови, після листопаду 1964
15. ↑  Культ смерті як фактор об’єднання Росії
16. ↑  Кривавий культ Перемоги
17. ↑  Що приховують в кремлі про День перемоги?
18. ↑  Біографія О.Ярославського на сайті Антимодернизм.ру. Архів оригіналу за 22 жовтня 2014. Процитовано 31 січня 2015.